# Ludność Krakowa

## Ludność faktycznie zamieszkała
- 1250 – 2000 (przed lokacją miasta)
- 1340 – 12 000   (imigracja spowodowana lokacją Krakowa, przyłączono Okół, łącząc Stare Miasto z Wawelem)
- 1450 – 15 000
- 1530 – 30 000   (ciągły napływ ludności)
- 1560 – 20 000   (1543/44 – morowe powietrze zabija 12–14 tys. osób)
- 1600 – 19 750   (1588 – kolejna epidemia, 6,3 tys. ofiar)
- 1699 – 10 300   (imigrację przewyższają straty ludnościowe wskutek epidemii 1651/52 – dżuma lub czarna ospa, 24–26 tys. ofiar; 1676/81 – zaraza zabija 20 tys. ludzi)
- 1791 – 23 591   (1707/10 – epidemia tyfusu, 7,2 tys. ofiar)
- 1796 – 22 000   (1792 – przyłączono Kleparz; Targowica i Insurekcja kościuszkowska powodują straty ludnościowe)
- 1804 – 26 000   (1800 – przyłączono Kazimierz ze Stradomiem, Czarną Wieś oraz otaczające Kraków jurydyki)
- 1810 – 23 612   (1809 – wojna polsko-austriacka powoduje przejściowe wyludnienie miasta)
- 1815 – 23 389
- 1835 – 36 000
- 1843 – 42 900
- 1847 – 40 000   (1846 – epidemia duru brzusznego, 3,9 tys. ofiar; 1845/47 – nieurodzaj i klęska głodu w Galicji)
- 1850 – 39 700
- 1857 – 41 100
- 1869 – 49 800
- 1880 – 59 800
- 1890 – 69 100
- 1900 – 85 300
- 1909 – 103 092
- 1910 – 137 592   (1910 – przyłączono Zakrzówek z Kapelanką, Dębniki, Półwsie Zwierzynieckie, Zwierzyniec, Czarną Wieś z Kawiorami, Nową Wieś, Łobzów, Krowodrzę, Grzegórzki z częścią Piasków oraz południowe części Olszy, Prądnika Białego i Czerwonego)
- 1911 – 151 886  [1] (w tym 68,3% Polaków[2])
- 1914 – 158 940   (1911 – przyłączono Dąbie z Beszczem i Głębinowem oraz Ludwinów, 1912 – przyłączono Płaszów)
- 1915 – 104 000   (pobór do wojska oraz ewakuacja miasta wskutek zbliżających się wojsk rosyjskich)
- 1918 – 179 000   (1915 – przyłączono Podgórze)
- 1921 – 183 751   (Pierwszy Powszechny Spis Ludności)
- 1926 – 206 809

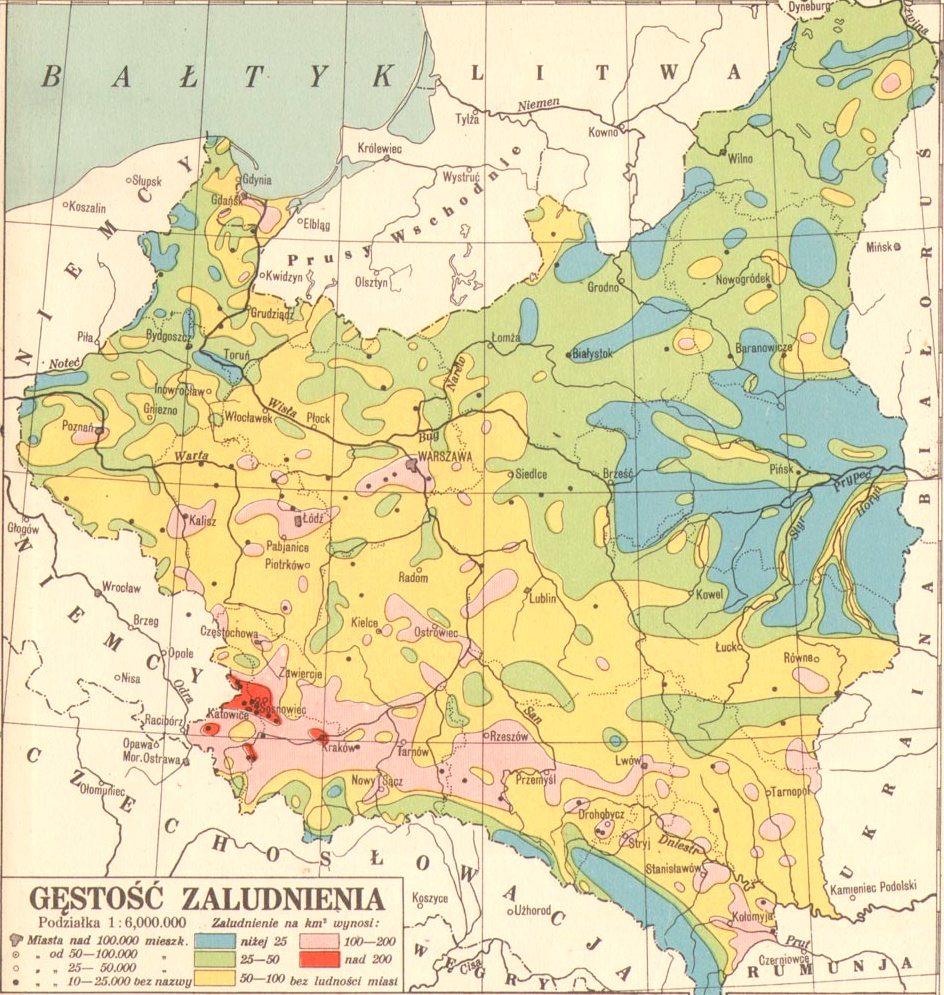
Polska, gęstość zaludnienia, 1931

- 1931 – 219 300   (Drugi Powszechny Spis Ludności)
- 1936 – 242 100   (duży napływ ludności poszukującej pracy, spowodowany kryzysem gospodarczym lat 30.)
- 1938 – 251 500
- 1939 – 259 000
- 1941 – 321 000   (1941 – przyłączono Łagiewniki, Jugowice, Borek Fałęcki, Kobierzyn, Skotniki, Pychowice, Bodzów, Kostrze, Przegorzały, Bielany, Wolę Justowską, Chełm, Bronowice Małe, Bronowice Wielkie, Tonie, Prądnik Biały (płn. część), Witkowice, Górkę Narodową, Prądnik Czerwony (płn. część), Olszę (płn. część), Rakowice, Czyżyny, Łęg, Rybitwy, Stary Bieżanów, Rżąkę, Prokocim, Wolę Duchacką, Piaski Wielkie, Kurdwanów)
- 1943 – 285 000   (straty w trakcie II wojny światowej, zwłaszcza wśród ludności żydowskiej)
- 1945 – 298 500
- 1946 – 299 396   (spis statystyczny)
- 1950 – 343 638   (Spis powszechny w 1950, napływ repatriantów z Kresów Wschodnich)
- 1955 – 428 231   (1951 – przyłączono Nową Hutę, w tym Mogiłę, Bieńczyce, Mistrzejowice, Zesławice, Kantorowice, Krzesławice, Grębałów, Luboczę, Wadów, Pleszów, Ruszczę, Branice)
- 1960 – 481 296   (Spis powszechny w 1960; napływ ludności, głównie do Nowej Huty)
- 1961 – 490 000
- 1962 – 495 600
- 1963 – 505 400
- 1964 – 512 900
- 1965 – 520 145
- 1966 – 530 400
- 1967 – 554 800
- 1968 – 565 300
- 1969 – 576 500
- 1970 – 583 444   (Spis powszechny w 1970)
- 1971 – 595 100
- 1972 – 609 954
- 1973 – 657 276   (1973 – przyłączono Kościelniki, Górkę Kościelnicką, Łuczanowice, Tyniec, Sidzinę, Opatkowice, Swoszowice, Wróblowice, Rajsko, Soboniowice, Kosocice, Przewóz, Przylasek Rusiecki, Przylasek Wyciąski, Wolicę, Wyciąże, Olszanicę, Mydlniki, Nowy Bieżanów oraz części wsi: Libertów, Lusina, Zbydniowice i Batowice)
- 1974 – 668 275
- 1975 – 684 600
- 1976 – 700 700
- 1977 – 712 600
- 1978 – 693 200   (Spis powszechny w 1978)
- 1979 – 706 100
- 1980 – 715 707
- 1981 – 722 903
- 1982 – 730 880
- 1983 – 735 060
- 1984 – 740 256
- 1985 – 740 122
- 1986 – 744 046   (1986 – przyłączono pozostałą część Zbydniowic, Węgrzynowice, Wróżenice oraz część Dziekanowic)
- 1987 – 744 889
- 1988 – 746 440   (Spis powszechny w 1988)
- 1989 – 748 356
- 1990 – 750 540
- 1991 – 751 320
- 1992 – 744 032
- 1993 – 745 101
- 1994 – 746 008
- 1995 – 744 987
- 1996 – 740 675
- 1997 – 740 537
- 1998 – 740 666
- 1999 – 755 355
- 2000 – 758 715
- 2001 – 757 942
- 2002 – 757 547   (Narodowy Spis Powszechny 2002)
- 2003 – 757 685
- 2004 – 757 430
- 2005 – 756 629
- 2006 – 756 267
- 2007 – 756 583
- 2008 – 754 624
- 2009 – 755 000
- 2010 – 757 740
- 2011 – 759 137   (Narodowy Spis Powszechny 2011)
- 2012 – 758 334
- 2013 – 758 992
- 2014 – 760 700  [3]
- 2015 – 761 069
- 2016 – 765 320
- 2017 – 767 300  [4]
- 2018 – 771 100  [5]
- 2019 – 779 115  [5]
- 2020 – 779 996
- 2021 – 800 653   (Narodowy Spis Powszechny 2021)[6]
- 2022 – 802 800  [7]
- 2023 – 806 200  [8]
- 2024 – 807 600  [8]

## Ludność stale zamieszkała
źródło
- 2004 – 706 806
- 2005 – 706 381
- 2006 – 704 859
- 2007 – 705 408
- 2009 – 703 357
- 2011 – 704 822
- 2012 – 704 622
- 2013 – 704 228
- 2014 – 704 532
- 2015 – 703 746
- 2016 – 702 947
- 2021 – 706 065

## Piramida wieku
Piramida wieku mieszkańców Krakowa w 2014 roku.

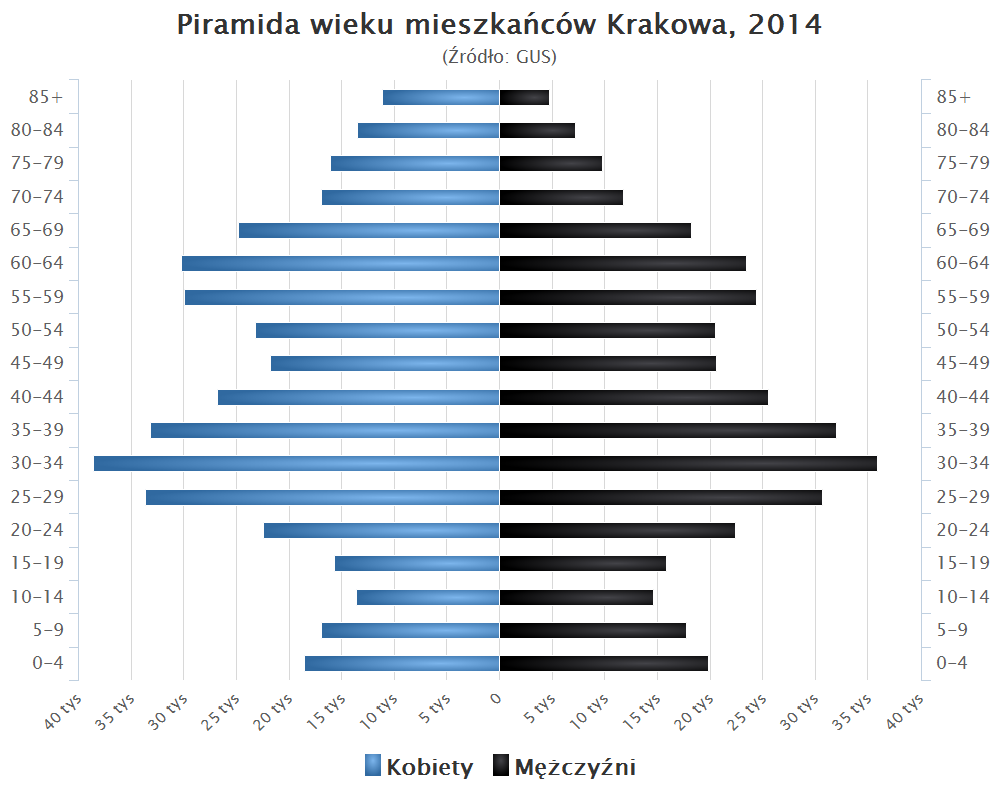